# Elecciones presidenciales de Brasil de 1918
La elección presidencial de Brasil de 1918 se realizó el 1 de marzo para los cargos de presidente y vicepresidente en los veinte estados de la época y el distrito federal de Río de Janeiro. Resultó vencedor Rodrigues Alves cuya asunción estaba prevista para el 15 de noviembre de 1918, sin embargo, dado que el presidente electo enfermó de gripe española, asumió en su lugar el vicepresidente Delfim Moreira. El fallecimiento de Rodrigues Alves el 16 de enero siguiente obligó a organizar una nueva elección, tal como disponía la Constitución.

## Resultados
| Elección presidencial | Elección presidencial | Elección presidencial | Elección para vicepresidente | Elección para vicepresidente | Elección para vicepresidente |
| Candidato             | Votos                 | Porcentaje            | Candidato                    | Votos                        | Porcentaje                   |
| --------------------- | --------------------- | --------------------- | ---------------------------- | ---------------------------- | ---------------------------- |
| Rodrigues Alves       | 386 467               | 99%                   | Delfim Moreira               | 382 491                      | 99,42%                       |
| Nilo Peçanha          | 1768                  | 0,45%                 | Dantas Barreto               | 376                          | 0,09%                        |
| Rui Barbosa           | 1044                  | 0,27%                 | Rui Barbosa                  | 222                          | 0,03%                        |
| Otros                 | 962                   | 0,25%                 | Otros                        | 1582                         | 0,41%                        |
| Votos nominales       | Votos nominales       | 390 241               | Votos nominales              | Votos nominales              | 384 735                      |
| Votos blancos/nulos   | Votos blancos/nulos   | 4749                  | Votos blancos/nulos          | Votos blancos/nulos          | 10 265                       |
| Total                 | Total                 | 395 000               | Total                        | Total                        | 395 000                      |